# Höhere Lehranstalt für Sozialbetreuung und Pflege
Eine Höhere Lehranstalt für Sozialbetreuung und Pflege (HLSP) bezeichnet in Österreich eine neue fünfjährige Schulform, welche neben einer Ausbildung zur Sozialbetreuung und Pflege mit Matura abschließt.

## Geschichte
Um den sogenannten Pflegenotstand etwas abzuschwächen, wurde mit 2020 diese neue Schulform als sogenannter Schulversuch begonnen. Das Hilfswerk Österreich begrüßte im Anfang des Jahres 2020 die Ministerratseinigung der Bundesregierung Kurz II zur Einführung einer Höheren Lehranstalt für Pflegeberufe.

## Fachausbildungen
Mit dem dritten Schuljahr Pflegeassistent und mit dem fünften Schuljahr Pflegefachassistent bzw. Diplom-Sozialbetreuer.

## Schulen
Kärnten
- Pflegefachassistenz mit Matura in Klagenfurt bei der Caritas.[3]
- Pflegefachassistenz mit Matura in Villach von der Diakonie.[3]

Niederösterreich
- Höhere Lehranstalt für wirtschaftliche Berufe der Caritas in St. Pölten mit Standort in Gaming[4]

Oberösterreich
- Höhere Lehranstalt für Sozialbetreuung und Pflege der Schwestern Oblatinnen des heiligen Franz von Sales  in Linz (September 2021)[5]

Salzburg
- Höhere Lehranstalt für wirtschaftliche Berufe MultiAugustinum in St. Margarethen im Lungau[4]

Steiermark
- Höhere Lehranstalt für Sozialbetreuung und Pflege (HLSP) der Caritas der Diözese Graz-Seckau[6] in Graz in Kooperation mit der Schule für Gesundheits- und Krankenpflege des Landes Steiermark Graz

Vorarlberg
- erst ab 2021: Höheren Lehranstalt für Sozialbetreuung und Pflege (HLSP) im Institut St. Josef in Feldkirch erst ab 2011[7]

Wien
- Höhere Lehranstalt für Sozialbetreuung und Pflege der Caritas der Erzdiözese Wien in der Seegasse[8] (Schulgeld € 1940,- je Schuljahr), hier findet auch eine Kooperation mit dem Aus- und Weiterbildungszentrum vom Fonds Soziales Wien statt.
- Höhere Lehranstalt für Sozialbetreuung und Pflege (HLSP) der bafep21, Patrizigasse 2[9] in Wien-Floridsdorf in Kooperation mit dem Aus- und Weiterbildungszentrum vom Fonds Soziales Wien.